# Меркатор, Арнольд
Арнольд Меркатор (нем. Arnold Mercator) (* 31 августа 1537 Лёвен; † 6 июля 1587 Дуйсбург) — фламандский и немецкий картограф и гравёр. Старший сын картографа Герарда Меркатора и брат картографа Румольда Меркатора.

## Биография

### Лёвен
Арнольд был старшим ребенком Герарда Меркатора и Барбары Шеллекенс из Лёвена, которые поженились в 1536 году. Арнольд вырос в Лёвене и семилетним мальчиком стал свидетелем ареста своего отца, который тогда был профессором в Лёвене, знаменитым картографом, создавший первую карту Европы (1562 г.) и составивший первый сборник карт — Атлас, или Космографические размышления об устройстве мира и получении изображения. Герарда Меркатора подозревали в лютеранстве. Его отца освободили через несколько месяцев. Семья оставалась бедной в Левене еще несколько лет до 1552 года.

### Дуйсбург
В 1552 году семья Меркаторов переехала в немецкий имперский город Дуйсбург. Герцог Клевский, лютеранин Вильгельм V, был гостеприимен к ученым-гуманистам. Герарда Меркатора могло привлечь намерение герцога основать университет в Дуйсбурге. Арнольд научился картографии и математике у своего отца. Он начал как картограф в 1558 году с изготовления карты Исландии. В 1566 году он изготовил карту епархии Трира.

### Кёльн
Арнольд Меркатор приехал в Кёльн в 1569 г., где 11 сентября 1570 г. городской совет представил на рассмотрение его план города. Этот план стал первой, мастерски выполненной картой города Кельна и был положен в основу знаменитой медной гравюры 1571 г. — Вид Кёльна в 1570 году, посвященный кёльнскому архиепископу Салентину Изенбургскому. С высоты птичьего полета на карте города показаны не только улицы со 196 данными о местоположении, но и отдельные здания, деревья и мосты в трехмерном виде и относительно точном масштабе (масштаб 1:2450) в формате 109×170 см. Гравюра была опубликована 31 августа 1571 года, в день рождения Арнольда Меркатора. Эта карта, основанная на точных расчетах, послужила основой для созданных позже планов других городов. Меркатор сделал, хотя и менее сложные, планы Виндекка, Хомберга (часть Дуйсбурга) и Трира. Он создал большое количество карт Бергской земли. Очень хорошо известна карта «границ Бергской управы Виндекк и владений Хомбурга», выполненная в 1575 году и переизданная (в связи с исторической ценностью) в 1995 году. В 1578 году вместе со своим сыном Иоганнесом он участвовал в качестве гравёра в издании серии карт своего отца «Tabulae Geographicae», которая была создана как переиздание карт Клавдия Птолемея.
Арнольд Меркатор также посвятил себя классической филологии. В Верденском аббатстве он исследовал рукописи, написанные на вестготском и латыни и относящиеся ко временам вестготского короля Алариха. Сын Арнольда Михаэль позже сообщил о заметках, которые Арнольд составил во время своих литературных исследований.
Сыновья Арнольда Меркатора Иоганнес (1562? –1595?), Герхард (около 1565–1656) и Михаэль (около 1567–1614) также посвятили себя картографии.
Арнольд умер в своем доме в Дуйсбурге в 1587 году.